# أقسرقسية

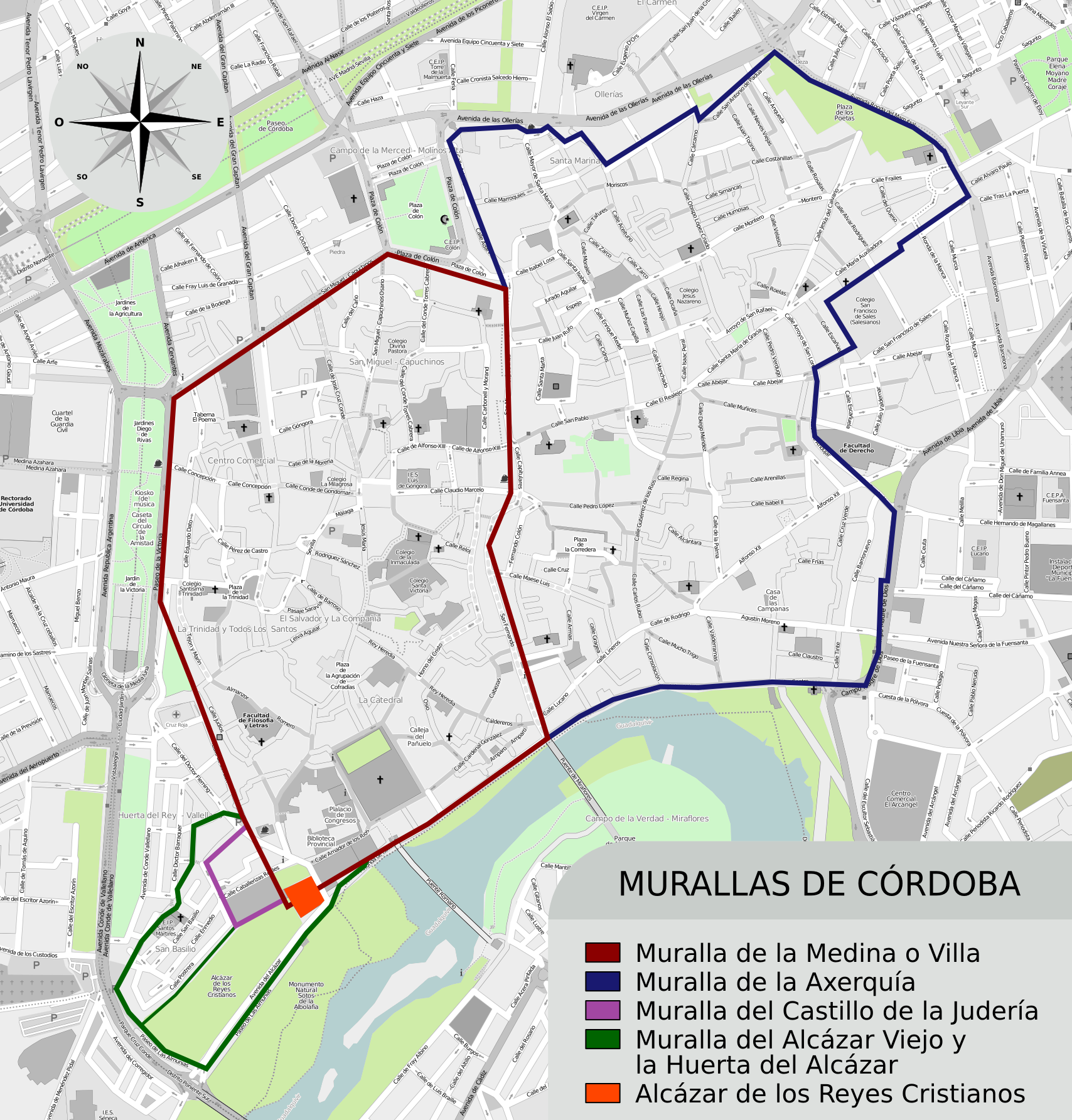
يشير الخط الأحمر إلى جدار المدينة/الفيلا. يشير الخط الأزرق إلى جدار أقسرقسية.

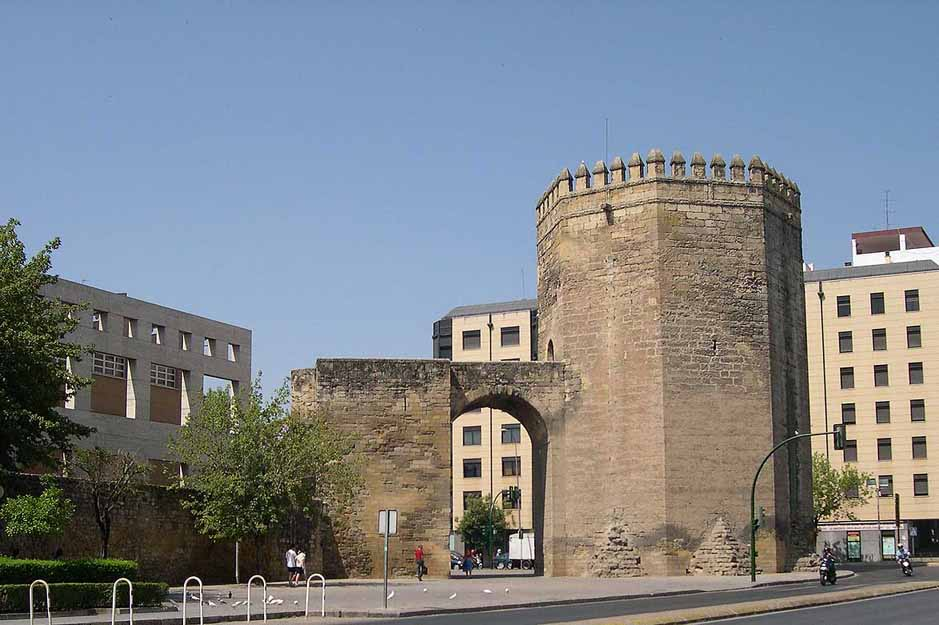
برج ملمرطة، برج بوابة لجدار أقسرقسية

أقسرقسية كانت الضاحية الشرقية التاريخية للمركز التاريخي لمدينة قرطبة (المعروفة في ذلك الوقت لدى العرب والمسلمين باسم المدينة وللأوروبيين باسم فيلا). وكانت مناطق أقسرقسية مسورة أيضًا. حاليًا، أقسرقسية هي منطقة تقع ضمن مدينة قرطبة في إسبانيا.
أُدرجَت منازل الفناء في أقسرقسية كواحدة من 25 موقعًا في قائمة مراقبة المعالم العالمية لعام 2020 م التي نشرها الصندوق العالمي للآثار والتراث.